# 林原美術館

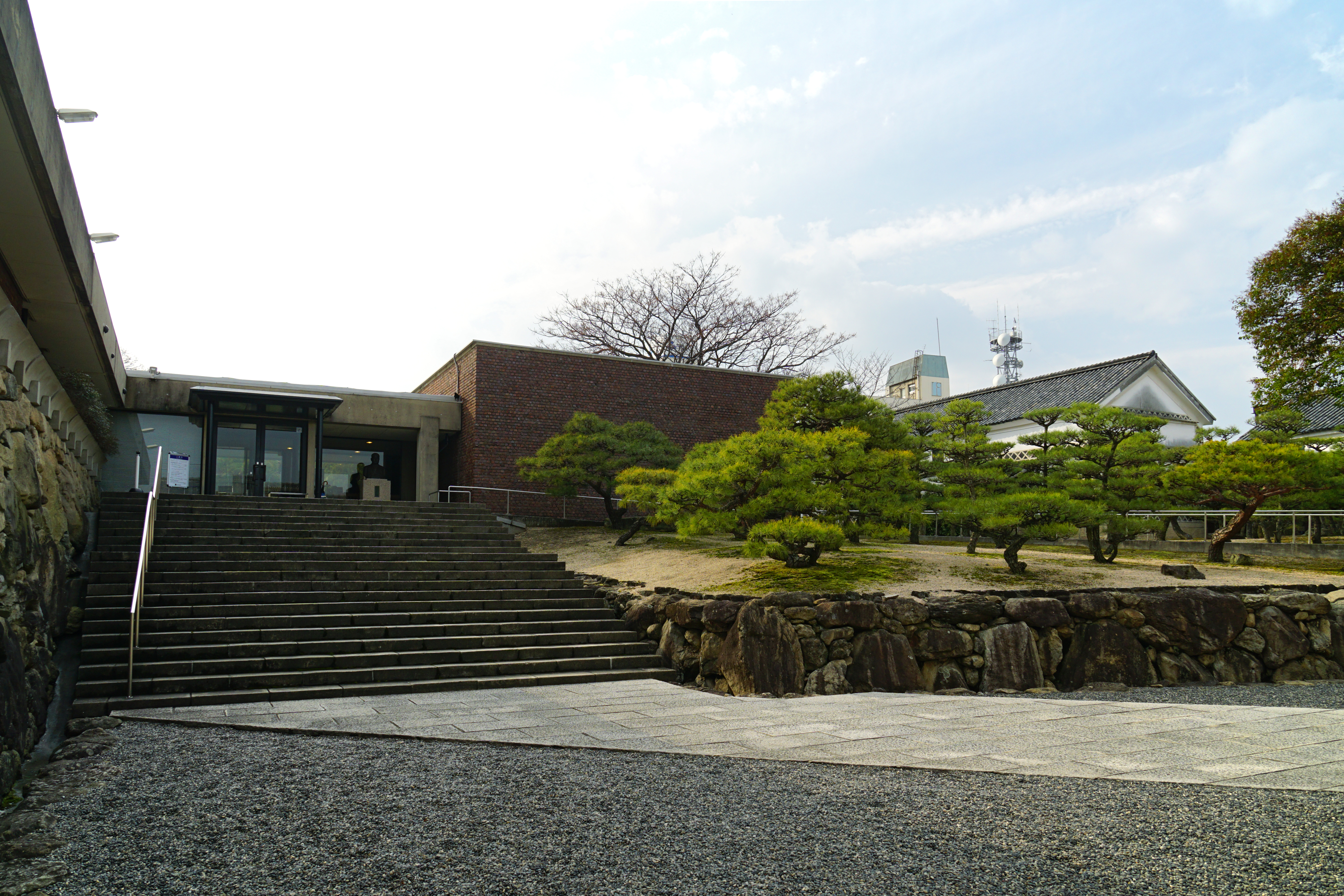
本館

林原美術館（はやしばらびじゅつかん、Hayashibara Museum of Art）は、岡山県岡山市北区の岡山城址にある岡山県の登録博物館。一般財団法人林原美術館が運営を行っている。
2024年現在、長瀬玲二が代表理事を、谷一尚が館長を務める。

## 概要
実業家・林原一郎（1908年 - 1961年）の死去に際し、刀剣を中心にした古美術コレクションをもとに1961年に財団法人を設立、1964年に岡山美術館として開館した。その後岡山県立美術館設立に伴い、同館開館に先立ち1986年に現名称に改称した。
林原コレクションの他に岡山藩主・池田家の伝来品も収蔵している。池田家伝来品には能装束・狂言装束など能・狂言に関係する優品が多いことで知られる。国宝の「太刀 銘吉房」や「洛中洛外図」（池田本）などが代表的な収蔵品である。
なお、当館収蔵の「平家物語絵巻」（越前松平家伝来）は、国内に現存を確認されている唯一の完本であり、富士通ソーシアルサイエンスラボラトリによってCD-ROM化されている。
2011年に美術館の母体である林原が経営破綻により長瀬産業の子会社となったことで、美術館の移管が検討されたが引き受け先が見つからず、2015年に長瀬産業傘下の林原によって引き続き美術館支援が継続されることになった。

## 創立者
林原一郎（1908- 1961）は岡山の林原商店（現・ナガセヴィータ）の3代目社長。水飴工場の長男として生まれ、大学でトウモロコシから水飴をつくる製法を研究し、戦後林原コンツェルンを創立して成功を収める。剣道に親しみ、学生の頃から刀剣の収集を始め、岡野多郎松とともに岡山の二代刀剣コレクターとして知られた。岡山藩主・池田家の家宝や資料が分散するのを嫌い、それらを蔵ごと購入した。癌により53歳で死去し、そのコレクション400点をもとに美術館が設立された。二男に林原4代目社長の林原健、実弟の林原靖は同社専務取締役で、それぞれ林原の倒産についての書籍を出している。

## 所蔵文化財
(*)印はナガセヴィータ所有で、林原美術館が保管する文化財。無印は一般財団法人林原美術館の所有。
なお、林原所有の美術品は、2011年の同社倒産に伴い、プライスウォーターハウスクーパースにより処分され所有者が変更されている。また2015年に、財政の健全化に向けて所蔵品の整理を行い、一部手放すことを検討する旨発表した。

### 国宝
- 太刀 銘吉房
- 太刀 銘備前国長船住左近将監長光造
- (*)短刀 無銘正宗（名物九鬼正宗）

### 重要文化財
- 絹本著色清明上河図 明時代、趙浙筆
- 紙本金地著色洛中洛外図
- 能装束 縫箔葭水禽文
- 能装束 縫箔菊橘文
- 能装束 白地草花文肩裾縫箔
- 能装束 紅白締切菊桐文段替唐織
- 紅地菊枝桐亀甲文唐織小袖
- 能装束 紅地山桜円文蔓草模様縫箔
- 能装束 摺箔紅白段桜花文

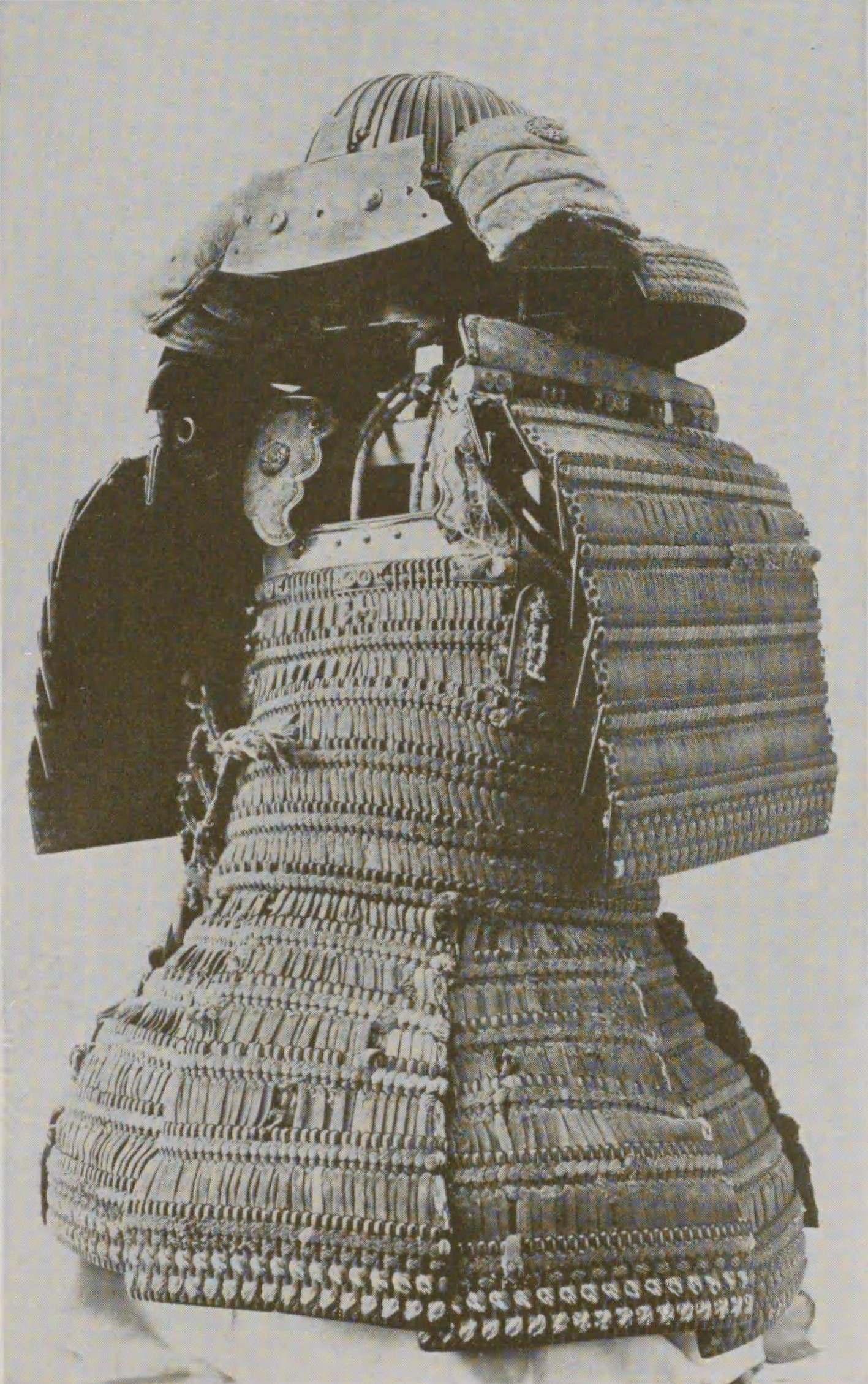
紺糸威胴丸 兜・大袖付（南部政長が後村上天皇から拝領したと伝わる）

- (*)綾杉地獅子牡丹蒔絵婚礼調度 19種（明細は後出）
- 紺糸威胴丸 兜・大袖付
- 太刀 銘正恒
- 小太刀 銘正恒[7]
- 太刀 銘備州住高光作 元亨二二年七月日（「二二年」は「四年」の意）
- 太刀 銘一
- 刀 無銘一文字
- 太刀 銘光忠
- 太刀 銘備前国長船住左近将監長光造 正応二年十月日
- 太刀 銘近包
- 太刀 銘正恒（青江）
- (*)太刀 銘末守
- (*)太刀 銘吉家
- (*)太刀 銘吉包
- (*)太刀 銘助真
- (*)太刀 菊御作
- アジア航海図（羊皮紙着色）

| 洛中洛外図（池田本） |  | 洛中洛外図（池田本） |
| 洛中洛外図（池田本） |  |                      |

## 交通アクセス
- JR岡山駅から徒歩25分
- 岡電バス　県庁前停留所下車、徒歩3分
  - JR岡山駅から岡電高屋行き
- 宇野バス　県庁前停留所下車、徒歩3分
  - JR岡山駅、表町バスセンターから瀬戸駅前行き・四御神（しのごぜ）行き
- 岡山電気軌道東山本線　県庁通り電停下車、徒歩7分

## 周辺
- 岡山県立図書館
- 岡山城
- 後楽園

## 特記事項
- 林原美術館の場所にはかつて岡山城二の丸屋敷の対面所が存在していた。対面所の建物は明治維新後には取り壊されたが、その跡に岡山藩の支藩・生坂藩（岡山新田藩）の武家屋敷の長屋門などの建物が移築され、旧藩主池田家の事務所として利用されていた。しかし、1945年（昭和20年）6月29日の岡山空襲により長屋門と土蔵を残して焼失。美術館建設に際し、焼け残った長屋門は美術館入口として、土蔵は展示室として保存・活用された。